# Пань Фенчжень
Пань Фенчжень (1 липня 1985) — китайська хокеїстка на траві.
Срібна призерка Олімпійських Ігор 2008 року.